# Terry Tarpey
Terence « Terry » Tarpey III, né le 2 mars 1994 à Poissy dans les Yvelines, est un joueur franco-américain de basket-ball. Il évolue au poste d'ailier.

## Biographie

### Famille
Son père Terence Tarpey Jr. joua également comme basketteur professionnel, et porta également la tunique du club manceau,. Sa sœur Kaitlyn, a été élue Miss Connecticut en 2013.

### Carrière universitaire
Il passe ses quatre années universitaires a l'université William et Mary  de Williamsburg où il joue pour le Tribe.

### Carrière professionnelle
Le 23 juin 2016, lors de la draft 2016 de la NBA, automatiquement éligible, il n'est pas sélectionné. Il est ensuite appelé en équipe de France A'.
Le 6 août 2016, il signe son premier contrat professionnel en France à l'Association sportive Cail Denain Voltaire Porte du Hainaut.
Le 31 mai 2017, il s'engage pour deux saisons avec le club du Mans SB en Pro A. En mai 2021, il prolonge son contrat avec le club manceau jusqu'à la fin de la saison 2023-2024.
Le 24 mai 2023, il signe un contrat de trois saisons avec l'AS Monaco Basket. Il a été remercié par le club et les supporters lors de son dernier match au Mans.

### Carrière internationale
Il est sélectionné avec l’équipe de France pour participer à l’EuroBasket 2022 en Allemagne. Il est vice-champion d'Europe, il a notamment fait une interception gagnante contre la Turquie 

## Palmarès

### Individuel
- 2× Second-team All-CAA en 2015 et 2016
- 2× CAA Defensive Player of the Year en 2015 et 2016
- 2× CAA All-Defensive Team en 2015 et 2016

### En club
Le Mans :
- Champion de France en 2018 avec Le Mans SB

 Monaco :
- Champion de France en 2024

### En sélection
- Médaille d’argent au Championnat d'Europe 2022 en Allemagne.

## Statistiques

### Universitaires
Les statistiques de Terry Tarpey III en matchs universitaires sont les suivantes :
| Saison    | Équipe         | Matchs | Titul. | Min./m | % Tir | % 3pts | % LF | Rbds/m. | Pass/m. | Int/m. | Ctr/m. | Pts/m. |
| --------- | -------------- | ------ | ------ | ------ | ----- | ------ | ---- | ------- | ------- | ------ | ------ | ------ |
| 2012-2013 | William & Mary | 30     | 3      | 14,8   | 34,6  | 17,4   | 63,6 | 3,70    | 1,20    | 0,53   | 0,47   | 2,70   |
| 2013-2014 | William & Mary | 32     | 31     | 24,8   | 54,0  | 25,0   | 62,7 | 6,09    | 1,78    | 1,09   | 0,81   | 5,41   |
| 2014-2015 | William & Mary | 32     | 32     | 31,2   | 53,0  | 34,3   | 82,4 | 8,38    | 3,19    | 1,81   | 1,25   | 11,84  |
| 2015-2016 | William & Mary | 30     | 30     | 30,2   | 48,9  | 25,8   | 78,9 | 7,77    | 2,50    | 2,07   | 1,30   | 10,43  |
| Carrière  | Carrière       | 124    | 96     | 25,3   | 49,6  | 28,1   | 74,5 | 6,51    | 2,18    | 1,38   | 0,96   | 7,63   |